# Парламентские выборы в ФРГ (1987)
Федеральные выборы в Бундестаг ФРГ состоялись 25 января 1987 года, на которых ХДС/ХСС получила большинство мест в Бундестаге, а лидер ХДС — Гельмут Коль, вновь переизбран на должность федерального канцлера.

## Предвыборная кампания
СДПГ назначила заместителя председателя партии и премьер-министра земли Северный Рейн-Вестфалия. Йоханнеса Рау своим кандидатом в канцлеры. СДПГ страдала от внутренних разногласий и конкуренции с Зелеными. Было также неясно, как они сформируют правительство, поскольку Зеленые были разделены по вопросу, принимать ли участие в правительстве.
Одним из основных вопросов на этих выборах была окружающая среда, после Чернобыльской катастрофы и других аварий.

## Результаты
Результаты голосования:
|                          | Христианско-демократический союз       | 13 045 745 | 34,4 %  | ▼3,7 % | 174 | ▼17 | 35,0 %  |
|                          | Христианско-социальный союз            | 3 715 827  | 9,8 %   | ▼0,8 % | 49  | ▼4  | 9,9 %   |
|                          | Свободная демократическая партия       | 3 440 911  | 9,1 %   | ▲2,2 % | 46  | ▲12 | 9,3 %   |
|                          | Социал-демократическая партия Германии | 14 025 763 | 37,0 %  | ▼1,2 % | 186 | ▼7  | 37,4 %  |
|                          | Зелёные                                | 3 126 256  | 8,3 %   | ▲2,7 % | 42  | ▲15 | 8,5 %   |
|                          | Прочие партии                          | 512 817    | 1,3 %   |        | 0   |     | 0,0 %   |
| Недействительных голосов | Недействительных голосов               | 357 975    | -       | -      | -   | -   | -       |
| Всего                    | Всего                                  | 38 222 294 | 100,0 % |        | 497 | ▼1  | 100,0 % |